# Czartowo (Rosiny)
Czartowo (niem. Teufelsdamm) – przysiółek wsi Rosiny w Polsce, położonay w województwie zachodniopomorskim, w powiecie pyrzyckim, w gminie Przelewice. Wchodzi w skład sołectwa Rosiny. 
W latach 1975–1998 przysiółek administracyjnie należał do województwa szczecińskiego.